# Стефан Вукић (фудбалер)
Стефан Вукић (Ниш, 29. јуна 1995) српски је фудбалер који тренутно наступа за Сокол Саратов.

## Каријера
После млађих категорија које је прошао у нишком Радничком, где је био и капитен омладинске екипе, Вукић је са матичним клубом потписао петогодишњи професионални уговор током лета 2014. Недуго затим прослеђен је локалном Синђелићу, где је провео остатак календарске године. Током зимске полусезоне одазвао се прозивци првог тима код тренера Милана Раставца, а потом отишао на позајмицу у Цар Константин. Носио је и дрес Буковика из Ражња, за који је такође наступао као уступљени играч Радничког. По одласку из Радничког, Вукић је приступио екипи ОФК Оџака, са којом је освојио прво место на табели Српске лиге Војводине за сезону 2015/16. Каријеру је одатле наставио у екипи Дунава из Прахова, за коју је наступао сезону и по. Други део такмичарске 2017/18. провео је у саставу Будућности из Поповца. С том екипом наступио је у финалу Купа Града Ниша. Вукић је средином 2018. потписао за Србобран, те је до краја исте године наступао је за тај клуб. Како је током зимске паузе дошло до одустајања од даљег такмичења, први тим је распуштен те је и Вукић променио средину. Сезону је окончао у истом рангу такмичења као фудбалер Братства из Пригревице. Заједно са екипом освојио је Куп Војводине. Током сезоне 2019/20. Вукић је по први пут наступао у савезном рангу такмичења. Након јесењег дела који је провео у екипи Будућности из Добановаца, за време зимске паузе појачао је чајетински Златибор. С тим клубом освојио је прво место на табели Прве лиге Србије и остварио пласман у највиши степен фудбалског такмичења у Србији. Лета 2021. године Вукић је потписао двогодишњи уговор са ТСЦ-ом из Бачке Тополе. У медијима је представљен као директна замена за Ненада Лукића, који је убрзо након почетка нове сезоне напустио клуб. Вредност обештећења исплаћеног Златибору процењена је на 50 хиљада евра. Уговор је продужио у јулу 2022. Крајем јуна 2023. године потписао је двогодишњи уговор са новосадском Војводиом. Шест месеци касније, у јануару 2024, вратио се у родни Ниш где као уступљени фудбалер до краја такмичарске 2023/24. Уговор с Војводином спразумно је раскинуо током лета и затим отишао у Кину где је неколико месеци наступао за Чунгкинг у тамошњој другој лиги. Касније је прешао у руски клуб Сокол.

## Статистика

### Клупска
Ажурирано 6. марта 2025.
|                            |          |                       |     |    |   |   |   |   |   |   |     |    |  |  |
| Синђелић Ниш (позајмица)   | 2014/15. | Српска лига Исток     | 12  | 0  | — | — | — | — | — | — | 12  | 0  |  |  |
|                            |          |                       |     |    |   |   |   |   |   |   |     |    |  |  |
| Цар Константин (позајмица) | 2014/15. | Српска лига Исток     | 10  | 3  | — | — | — | — | — | — | 10  | 3  |  |  |
|                            |          |                       |     |    |   |   |   |   |   |   |     |    |  |  |
| Буковик Ражањ (позајмица)  | 2015/16. | Зона Исток            | —   | —  | — | — | — | — | — | — | —   | —  |  |  |
|                            |          |                       |     |    |   |   |   |   |   |   |     |    |  |  |
| ОФК Оџаци                  | 2015/16. | Српска лига Војводина | 14  | 3  | — | — | — | — | — | — | 14  | 3  |  |  |
|                            |          |                       |     |    |   |   |   |   |   |   |     |    |  |  |
| Дунав Прахово              | 2016/17. | Српска лига Исток     | 25  | 7  | — | — | — | — | — | — | 25  | 7  |  |  |
| Дунав Прахово              | 2017/18. | Српска лига Исток     | 15  | 7  | — | — | — | — | — | — | 15  | 7  |  |  |
| Дунав Прахово              | Укупно   | Укупно                | 40  | 14 | — | — | — | — | — | — | 40  | 14 |  |  |
|                            |          |                       |     |    |   |   |   |   |   |   |     |    |  |  |
| Будућност Поповац          | 2017/18. | Српска лига Исток     | 15  | 4  | — | — | — | — | 1 | 0 | 16  | 4  |  |  |
|                            |          |                       |     |    |   |   |   |   |   |   |     |    |  |  |
| Србобран                   | 2018/19. | Српска лига Војводина | 17  | 7  | — | — | — | — | — | — | 17  | 7  |  |  |
|                            |          |                       |     |    |   |   |   |   |   |   |     |    |  |  |
| Братство Пригревица        | 2018/19. | Српска лига Војводина | 12  | 3  | — | — | — | — | 3 | 1 | 15  | 4  |  |  |
|                            |          |                       |     |    |   |   |   |   |   |   |     |    |  |  |
| Будућност Добановци        | 2019/20. | Прва лига Србије      | 19  | 2  | 1 | 0 | — | — | — | — | 20  | 2  |  |  |
|                            |          |                       |     |    |   |   |   |   |   |   |     |    |  |  |
| Златибор Чајетина          | 2019/20. | Прва лига Србије      | 7   | 3  | — | — | — | — | — | — | 7   | 3  |  |  |
| Златибор Чајетина          | 2020/21. | Суперлига Србије      | 30  | 9  | 0 | 0 | — | — | — | — | 30  | 9  |  |  |
| Златибор Чајетина          | Укупно   | Укупно                | 37  | 12 | 0 | 0 | — | — | — | — | 37  | 12 |  |  |
|                            |          |                       |     |    |   |   |   |   |   |   |     |    |  |  |
| ТСЦ Бачка Топола           | 2021/22. | Суперлига Србије      | 30  | 11 | 2 | 2 | — | — | — | — | 32  | 13 |  |  |
| ТСЦ Бачка Топола           | 2022/23. | Суперлига Србије      | 27  | 3  | 4 | 1 | — | — | — | — | 31  | 4  |  |  |
| ТСЦ Бачка Топола           | Укупно   | Укупно                | 57  | 14 | 6 | 3 | — | — | — | — | 63  | 17 |  |  |
|                            |          |                       |     |    |   |   |   |   |   |   |     |    |  |  |
| Војводина                  | 2023/24. | Суперлига Србије      | 11  | 0  | 1 | 1 | — | — | 2 | 0 | 14  | 1  |  |  |
|                            |          |                       |     |    |   |   |   |   |   |   |     |    |  |  |
| Раднички Ниш (позајмица)   | 2023/24. | Суперлига Србије      | 18  | 6  | — | — | — | — | — | — | 18  | 6  |  |  |
|                            |          |                       |     |    |   |   |   |   |   |   |     |    |  |  |
| Чунгкинг Тонглианглонг     | 2024.    | Друга лига Кине       | 10  | 2  | — | — | — | — | — | — | 10  | 2  |  |  |
|                            |          |                       |     |    |   |   |   |   |   |   |     |    |  |  |
| Сокол Саратов              | 2024/25. | Прва лига Русије      | 1   | 0  | — | — | — | — | — | — | 1   | 0  |  |  |
|                            |          |                       |     |    |   |   |   |   |   |   |     |    |  |  |
| Каријера                   | Каријера | Каријера              | 273 | 70 | 8 | 4 | 2 | 0 | 4 | 1 | 287 | 75 |  |  |
|                            |          |                       |     |    |   |   |   |   |   |   |     |    |  |  |

## Трофеји, награде и признања

### Екипно
ОФК Оџаци
- Српска лига Војводина : 2015/16.[12]

Братство Пригревица
- Куп Војводине : 2018/19.[50]

Златибор Чајетина
- Прва лига Србије : 2019/20.[25]